# 984 (numero)
Novecentottantaquattro (984) è il numero naturale dopo il 983 e prima del 985.

## Proprietà matematiche
- È un numero pari.
- È un numero composto con 16 divisori: 1, 2, 3, 4, 6, 8, 12, 24, 41, 82, 123, 164, 246, 328, 492, 984. Poiché la somma dei suoi divisori (escluso il numero stesso) è 1536 > 984, è un numero abbondante.
- È un numero sfenico.
- È un numero pratico.
- È un numero semiperfetto in quanto pari alla somma di alcuni (o tutti) i suoi divisori.
- È un numero ondulante nel sistema di numerazione posizionale a base 9 (1313).
- È dato dalla addizione di tre numeri aventi le stesse cifre: 8 + 88 + 888 = 984.
- È parte delle terne pitagoriche (216, 960, 984), (287, 984, 1025), (410, 984, 1066), (738, 984, 1230), (984, 1312, 1640), (984, 1537, 1825), (984, 1845, 2091), (984, 2870, 3034), (984, 3290, 3434), (984, 4995, 5091), (984, 5863, 5945), (984, 6688, 6760), (984, 10062, 10110), (984, 13430, 13466), (984, 15113, 15145), (984, 20160, 20184), (984, 26887, 26905), (984, 30250, 30266), (984, 40338, 40350), (984, 60512, 60520), (984, 80685, 80691), (984, 121030, 121034), (984, 242063, 242065).
- È un numero colombiano nel sistema numerico decimale.

## Astronomia
- 984 Gretia è un asteroide della fascia principale del sistema solare.
- NGC 984 è una galassia lenticolare della costellazione dell'Ariete.

## Astronautica
- Cosmos 984 è un satellite artificiale russo.